# Narong Kittikachorn
Narong Kittikachorn (thailändisch ณรงค์ กิตติขจร, RTGS Kittikhachon; * 21. Oktober 1933 in der Provinz Ayutthaya; † 14. Mai 2024) war ein thailändischer Heeresoffizier (Oberst) und Politiker (Chart-Thai-Partei, Phak Seriniyom). Er war der Sohn des einstigen Militärdiktators Thanom Kittikachorn, der Thailand von 1963 bis 1973 regierte, und spielte eine führende Rolle in dessen Junta sowie beim Versuch, den Volksaufstand im Oktober 1973 niederzuschlagen. Von 1983 bis 1991 war er Mitglied des thailändischen Repräsentantenhauses und von 1986 bis 1992 Vorsitzender der Liberalen Partei (Phak Seriniyom).

## Leben

### Ausbildung und Familie
Narong war das zweite von sechs Kindern und der älteste Sohn des späteren Feldmarschalls Thanom und seiner Frau Chongkon Kittikachorn. Er besuchte die renommierte Suankularb-Wittayalai-Schule in Bangkok, anschließend die Chulachomklao-Militärakademie (5. Jahrgang, d. h., er war ein Klassenkamerad des späteren Ministerpräsidenten Suchinda Kraprayoon) und schließlich die Royal Military Academy Sandhurst in England.
Bereits als Kind lernte Narong seine spätere Frau Supaporn kennen, die Tochter von Praphas Charusathien, der ein enger Freund und Verbündeter seines Vaters war. Narongs Vater und Schwiegervater in spe nahmen 1957, als Kommandeur bzw. stellvertretender Kommandeur der Ersten Armee, am Staatsstreich des Feldmarschalls Sarit Thanarat teil. Anschließend hatten sie hohe Positionen in der dadurch installierten Militärjunta inne. 1957/58 war Narongs Vater für einige Monate Ministerpräsident, dann übernahm der eigentliche Machthaber Sarit dieses Amt selbst. Narong und Supaporn heirateten 1958, die Hochzeitszeremonie leitete König Bhumibol Adulyadej. Sie haben drei Söhne und eine Tochter. Nach Sarits Tod 1963 folgte ihm wiederum Thanom Kittikachorn nach, Praphas Charusathien wurde sein Stellvertreter, sodass Narong Sohn und Schwiegersohn der beiden mächtigsten Männer des Landes war.

### Rolle in der Militärjunta (1970er Jahre)
Obwohl er selbst bereits Regierungschef war, unternahm Narongs Vater im Mai 1971 einen Staatsstreich, um uneingeschränkt von Verfassung und Parlament (die 1969 wieder eingeführt worden waren) herrschen zu können. Narong wurde zum stellvertretenden Sekretär der Militärjunta ernannt. Zugleich war er im Rang eines Oberstleutnants Kommandeur des 2. Bataillons im 11. Infanterieregiment (Leibgarde des Königs). Es verbreitete sich sowohl in den Streitkräften als auch in der Bevölkerung der Eindruck, dass Thanom und Praphas ihren Sohn bzw. Schwiegersohn als Nachfolger vorbereiteten, ihrer Herrschaft also einen quasi-dynastischen Charakter verleihen wollten. Dies erregte nicht nur Unmut im Volk, wo Narong als korrupt galt, sondern auch unter anderen, längergedienten Offizieren, die befürchteten, in der Reihenfolge der Beförderungen vom jüngeren Narong überholt zu werden. Zu einem Skandal entwickelte sich der Absturz eines Hubschraubers am 29. April 1973, in dem sich mit Narong befreundete Offiziere befanden, die auf dem Rückweg von einem illegalen Jagdausflug in einem Naturschutzgebiet waren.
Als Reaktion auf Vorwürfe von Korruption und Machtmissbrauch gegen die Militärregierung richtete diese eine „Behörde zur Untersuchung und Nachkontrolle von Regierungshandeln“ ein, die paradoxerweise von Narong geleitet wurde, der sie vielmehr zur Verfolgung politischer Gegner nutzte. Laut dem britischen Historiker, Diplomaten und Südostasien-Experten John L.S. Girling jagten Narongs „rücksichtsloser Charakter und treibender Ehrgeiz“ vielen Menschen große Angst ein. Für die Oppositionsbewegung des Volksaufstands im Oktober 1973 war er einer der meistverhassten Exponenten des Regimes. Narong, sein Vater Thanom und sein Schwiegervater Praphat wurden zusammen die „Drei Tyrannen“ genannt und gingen unter dieser Bezeichnung in die Geschichtsbücher ein. Narong beteiligte sich aktiv an der militärischen Niederschlagung des Aufstandes. Laut einem weit verbreiteten Bericht soll Narong selbst mit dem Maschinengewehr eines Kampfhubschraubers auf die Demonstranten geschossen haben. Narong bestritt dies jedoch.
Nachdem König Bhumibol und der neue Heereschef Krit Sivara seinen Vater und Schwiegervater zum Rücktritt gedrängt hatte, verließ Narong wie diese am 15. Oktober 1973 das Land und ging nach Taiwan. Narong reiste weiter nach Westdeutschland, dann nach Südkorea, bevor er sich schließlich im englischen Bournemouth niederließ. Seine Vermögenswerte, die aus illegitimer Bereicherung stammten, wurden vom Staat eingezogen, seine Pensionsansprüche als Offizier gestrichen.

### Politische Karriere (1980er Jahre)
Nach seiner Rückkehr nach Thailand ging Narong in die Politik. Er wurde bei der Parlamentswahl 1983 für die konservative Chart-Thai-Partei als Abgeordneter des Wahlkreises 2 der Provinz Ayutthaya (in dem sein Heimatort liegt) ins Repräsentantenhaus gewählt. Laut Dorfbewohnern in seinem Wahlkreis sandte Narong Handlanger aus dem Militär zu den Hua Khanaen (d. h. Wahlwerber – lokal einflussreiche Personen, die traditionell eine wichtige Rolle bei der Wahlentscheidung in einer bestimmten Gemeinde spielen), um diese einzuschüchtern und zur Unterstützung seiner Kandidatur zu drängen. Zudem bediente er sich des Stimmenkaufs.
Zur Wahl 1986 trat er zur kleinen Liberalen Partei (Phak Seriniyom) über, deren Vorsitz er anschließend auch übernahm. Bei der vorgezogenen Neuwahl 1988 wurde er abermals wiedergewählt. Bei der Wahl im März 1992 verlor Narong seinen Parlamentssitz an Generalleutnant Khasem Kraisant von der Sozialen Aktionspartei, der dem „National Peace Keeping Council“ (NPKC; im Jahr zuvor an die Macht gekommene Militärjunta um General Suchinda Kraprayoon) nahestand. Zur darauffolgenden Wahl trat Narong nicht mehr an, wie auch seine Partei insgesamt, die daraufhin im folgenden Jahr aufgelöst wurde.